# Bob Goldham
Robert John Goldham, dit Bob, (né le 12 mai 1922 à Georgetown au Canada, mort le 6 septembre 1991 à Toronto) est un joueur de hockey sur glace canadien.

## Carrière

### Carrière de joueur
Il a commencé sa carrière professionnelle dans la Ligue américaine de hockey avec les Lions de Washington et les Bears de Hershey. Dès l'année suivante, il s'est joint aux Maple Leafs de Toronto dans la Ligue nationale de hockey, après avoir passé quelques saisons avec le club et 7 matchs avec les Hornets de Pittsburgh, il se joint aux Black Hawks de Chicago puis aux Red Wings de Détroit. En 1956, il accroche ses patins et prend sa retraite de joueur.

### Carrière d’entraîneur
En 1957, il devient entraîneur-chef des St. Michael's Majors de Toronto.

## Statistiques
| Saison    | Équipe                 | Ligue  |     | Saison régulière | Saison régulière | Saison régulière | Saison régulière | Saison régulière |   | Séries éliminatoires | Séries éliminatoires | Séries éliminatoires | Séries éliminatoires | Séries éliminatoires |
| Saison    | Équipe                 | Ligue  | PJ  | B                | A                | Pts              | Pun              | PJ               | B | A                    | Pts                  | Pun                  |                      |                      |
| 1941-1942 | Lions de Washington    | LAH    | 35  | 7                | 10               | 17               | 44               | -                | - | -                    | -                    | -                    |                      |                      |
| 1941-1942 | Maple Leafs de Toronto | LNH    | 19  | 4                | 7                | 11               | 25               | 13               | 2 | 2                    | 4                    | 41                   |                      |                      |
| 1945-1946 | Maple Leafs de Toronto | LNH    | 49  | 7                | 14               | 21               | 44               | -                | - | -                    | -                    | -                    |                      |                      |
| 1946-1947 | Maple Leafs de Toronto | LNH    | 11  | 1                | 1                | 2                | 10               | -                | - | -                    | -                    | -                    |                      |                      |
| 1947-1948 | Hornets de Pittsburgh  | LAH    | 7   | 0                | 5                | 5                | 16               | -                | - | -                    | -                    | -                    |                      |                      |
| 1947-1948 | Black Hawks de Chicago | LNH    | 38  | 2                | 9                | 11               | 38               | -                | - | -                    | -                    | -                    |                      |                      |
| 1948-1949 | Black Hawks de Chicago | LNH    | 60  | 1                | 10               | 11               | 43               | -                | - | -                    | -                    | -                    |                      |                      |
| 1949-1950 | Black Hawks de Chicago | LNH    | 67  | 2                | 10               | 12               | 57               | -                | - | -                    | -                    | -                    |                      |                      |
| 1950-1951 | Red Wings de Détroit   | LNH    | 61  | 5                | 18               | 23               | 31               | 6                | 0 | 1                    | 1                    | 2                    |                      |                      |
| 1951-1952 | Red Wings de Détroit   | LNH    | 69  | 0                | 14               | 14               | 24               | 8                | 0 | 1                    | 1                    | 8                    |                      |                      |
| 1952-1953 | Red Wings de Détroit   | LNH    | 70  | 1                | 13               | 14               | 32               | 6                | 1 | 1                    | 2                    | 2                    |                      |                      |
| 1953-1954 | Red Wings de Détroit   | LNH    | 69  | 1                | 15               | 16               | 50               | 12               | 0 | 2                    | 2                    | 2                    |                      |                      |
| 1954-1955 | Red Wings de Détroit   | LNH    | 67  | 1                | 16               | 17               | 14               | 11               | 0 | 4                    | 4                    | 4                    |                      |                      |
| 1955-1956 | Red Wings de Détroit   | LNH    | 68  | 3                | 16               | 19               | 32               | 10               | 0 | 3                    | 3                    | 4                    |                      |                      |
| Totaux    | Totaux                 | Totaux | 648 | 28               | 143              | 171              | 400              | 66               | 3 | 14                   | 17                   | 63                   |                      |                      |